# Андорра на летних Олимпийских играх 1996
Андорра принимала участие в Летних Олимпийских играх 1996 года в Атланте (США), но не завоевала ни одной медали. Страну представляли 8 спортсменов (6 мужчин и 2 женщины) в 5 видах спорта (впервые — в плавании).

## Результаты соревнований

### Дзюдо
Спортсменов — 1
Мужчины
| Категория | Спортсмен     | 1/32 финала        | 1/16 финала                                         | 1/8 финала           | Четвертьфинал        | Полуфинал            | Финал                | Место |
| Категория | Спортсмен     | Соперник Результат | Соперник Результат                                  | Соперник Результат   | Соперник Результат   | Соперник Результат   | Соперник Результат   | Место |
| --------- | ------------- | ------------------ | --------------------------------------------------- | -------------------- | -------------------- | -------------------- | -------------------- | ----- |
| До 65 кг  | Антони Мольне |                    | UZBТимур Мухамедханов П (4:34) Иппон, дзюдзи-гатамэ | Завершил выступление | Завершил выступление | Завершил выступление | Завершил выступление | 21    |

### Лёгкая атлетика
Спортсменов — 1
Мужчины
| Спортсмен      | Соревнование | Предварительный раунд | Предварительный раунд | Четвертьфиналы | Четвертьфиналы | Полуфиналы | Полуфиналы | Финал     | Финал |
| Спортсмен      | Соревнование | Результат             | Место                 | Результат      | Место          | Результат  | Место      | Результат | Место |
| -------------- | ------------ | --------------------- | --------------------- | -------------- | -------------- | ---------- | ---------- | --------- | ----- |
| Антони Бернадо | Марафон      |                       |                       |                |                |            |            | 2:31:28   | 87    |

### Парусный спорт
Спортсменов — 3
Мужчины
| Класс | Спортсмены                                  | Гонка | Гонка | Гонка | Гонка | Гонка | Гонка | Гонка | Гонка | Гонка | Гонка | Гонка | Очки | Место |
| Класс | Спортсмены                                  | 1     | 2     | 3     | 4     | 5     | 6     | 7     | 8     | 9     | 10    | 11    | Очки | Место |
| ----- | ------------------------------------------- | ----- | ----- | ----- | ----- | ----- | ----- | ----- | ----- | ----- | ----- | ----- | ---- | ----- |
| 470   | Давид Рамон (шкипер) Оскар Рамон (шкотовый) | 23    | 31    | 24    | 35    | 23    | 17    | 12    | 26    | 11    | 28    | 19    | 183  | 27    |

Женщины
| Класс    | Спортсменка    | Гонка  | Гонка | Гонка | Гонка | Гонка | Гонка | Гонка | Гонка | Гонка | Очки | Место |
| Класс    | Спортсменка    | 1      | 2     | 3     | 4     | 5     | 6     | 7     | 8     | 9     | Очки | Место |
| -------- | -------------- | ------ | ----- | ----- | ----- | ----- | ----- | ----- | ----- | ----- | ---- | ----- |
| Мистраль | Фиона Моррисон | 28 PMS | 23    | 25    | 24    | 20    | 22    | 22    | 24    | 18    | 153  | 24    |

### Плавание
Спортсменов — 2
Мужчины
| Спортсмен         | Соревнование       | Предварительные заплывы | Предварительные заплывы | Финал     | Финал     |
| Спортсмен         | Соревнование       | Результат               | Место                   | Результат | Место     |
| ----------------- | ------------------ | ----------------------- | ----------------------- | --------- | --------- |
| 200 м баттерфляем | Айтор Осорио Марти | 2:12.59                 | 42                      | Не прошёл | Не прошёл |

Женщины
| Спортсменка                 | Соревнование    | Предварительные заплывы | Предварительные заплывы | Финал     | Финал     |
| Спортсменка                 | Соревнование    | Результат               | Место                   | Результат | Место     |
| --------------------------- | --------------- | ----------------------- | ----------------------- | --------- | --------- |
| 200 м комплексным плаванием | Меричель Сабате | 2:37.38                 | 42                      | Не прошла | Не прошла |

### Стрельба
Спортсменов — 1
Мужчины
| Соревнование | Спортсмен    | Квалификация       | Квалификация | Финал                | Финал                |
| Соревнование | Спортсмен    | Результат          | Место        | Результат            | Место                |
| ------------ | ------------ | ------------------ | ------------ | -------------------- | -------------------- |
| Трап         | Жерар Барсия | 117 22+23+23+24+25 | 37           | Завершил выступление | Завершил выступление |